# Идънс Кръш
Eden's Crush е известна американска музикална група, съставена изцяло от жени. В състава ѝ влизат Ивет Соса, Мейли Мисажон, Ана-Мария Ломбо, Никол Шерцингер и Росана Таверез.

## История
През 2000 г. групата е сформирана чрез телевизионното шоу Поп Старс (Pop stars). Място в групата печелят Никол Шерцингер, Ивет Соса, Мейли Мисажон, Ана-Мария Ломбо и Розана Таверес. Гостуват като себе си в ТВ сериала Сабрина младата вещица. Песента им "Get Over Yourself (Goodbye)", достига до Топ 10 на класацията Billboard Hot 100. Групата участва като подгряващ изпълнител на турнето на мъжката група N'sync и Джесика Симпсън. Две години по-късно компанията, която ги продуцира — London-Sire Records фалира и групата се разпада.

## Дискография

### Студийни албуми
- „Popstars“ (2001)

### Сингли
- Get Over Yourself (2001)
- Love This Way (2001)

## Видеоклипове
| Видеоклип         | Премиера | Албум    |
| ----------------- | -------- | -------- |
| Get over yourself | 2001     | Popstars |